# Fräulein Puppe - Meine Frau
Fräulein Puppe - Meine Frau è un film muto del 1914 diretto da Danny Kaden.

## Produzione
Il film fu prodotto dall'Uranus-Film-Gesellschaft Franz Scholling & Co.

## Distribuzione
In Germania, il film uscì in sala il 13 febbraio 1914.